# Hrabstwo Major

Piramida wieku mieszkańców hrabstwa Major

Major – hrabstwo w stanie Oklahoma w USA. Założone w 1909 roku. Populacja liczy 7545 mieszkańców (stan według spisu z 2000 roku).
Powierzchnia hrabstwa to 2481 km² (w tym 3 km² stanowią wody). Gęstość zaludnienia wynosi 3 osoby/km².
Nazwa hrabstwa pochodzi od nazwiska Johna C. Majora, jednego z twórców konstytucji stanu Oklahoma.

## Miasta
- Ames
- Cleo Springs
- Fairview
- Meno
- Ringwood

## CDP
- Chester
- Isabella